# Pogáts József
Pogáts József (Budapest, 1928. július 10. - Budapest, 2004. március 18.) magyar sakkozó, feladványszerző, sakkíró.

## Életpályája
Apja Pogáts József adminisztrációs vezető, anyja Nagy Hermina pénzügyi tisztviselő. 1947-ben lett a főváros középiskolás sakkbajnoka, 1950-ben sakkmester, 1951-ben az Eötvös Loránd Tudományegyetemen szerzett jogi doktori címet, majd munkajogász szakvizsgát tett. 1951–1959 között sakkoktató, 1959–1971 között a Magyar Beruházási Bank belső revizora, 1971–1981 között a Kohó- és Gépipari Minisztérium munkajogásza, 1961-től 1984-ig, nyugdíjba vonulásáig a Mikroelektronikai Vállalat munkajogásza. Felesége, Németh Rozália dr.

## Sakkpályafutása
A magyar bajnoki döntőben 1950–1972 között 16 alkalommal játszott (ami azt jelentette, hogy a középdöntők kemény küzdelmeiből rendszeresen sikerrel került ki). Legeredményesebb az 1950. január-februárban az ötödik magyar sakkbajnoki döntőben volt, ahol holtversenyben a 3-4. helyen végzett, de övé lett a bronzérem. Elismerésre méltó eredménye volt az 1958-as bajnokságon elért 6. helyezése Portisch Lajos, Honfi Károly, Barcza Gedeon, Forintos Győző és Bilek István mögött, valamint az 1961-es bajnokságon elért 5-7. helyezése. 1962-ben hatodik, 1966-ban holtversenyben Flesch Jánossal 4-5. helyezett.
1952-ben a helsinki sakkolimpián részt vett a 6. helyezést elért magyar csapatban. Tartalékként csak háromszor játszott, de mindháromszor nyert.
1961-ben 5-7. lett a bajnokságban, ezzel kivívta az oberhauseni Európa-bajnokságon szereplő csapatbeli tagságot, ahol a 8. táblán elért 60%-os eredményével, a csapat harmadik legjobbjaként volt részese a bronzérem megszerzésének. Egyéni eredménye tábláján a mezőnyben a második legjobb volt. Emlékezetes Polugajevszkij elleni 18 lépéses győzelme egy szicíliai védelmű játszmában.
Az 1961-es debreceni Asztalos-emlékversenyen 5. helyezett lett, nemzetközi mesteri normát teljesítve. A Magyar Sakkélet még azt írta, hogy ez a második teljesítése - de az oberhauseni szereplését utóbb nem fogadta el a FIDE, mivel az ellenfelek közt szereplő Lev Polugajevszkij akkor még nem volt nemzetközi nagymester, csak szovjet nagymester... Így a címet nem kapta meg, és az ez utáni, ritkuló versenyalkalmakkor sem sikerült elérnie a második teljesítést. Azonban FIDE-mester lett 1983-ban, amikor ezt a címet bevezették.
1965-ben ismét tagja volt az Európa-csapatbajnokságon, Hamburgban szereplő magyar csapatnak. Első tartalékként csak ötször játszott, de 70%-os teljesítménye a magyar csapatban a második-harmadik legjobb volt, és együttesünk 2-3. helyének és bronzérmének elérését ezúttal is segítette. Tábláján ezúttal is a mezőny második legjobb eredményét érte el. Különféle alkalmakkor 33-szor volt válogatott. 1966-ban még 4-5. volt a magyar bajnokságban, amelytől 1972-ben, elismerésre méltó 9. hellyel búcsúzott. Utoljára 1987-ben vett részt egyéni versenyen: egy "open" tornán.
A csapatbajnokságon 1946-tól, több mint fél évszázadon keresztül szerepelt. A Magyar Munkás Sakk-kör, a Budapesti Építők, a Pénzintézetek SC, az OTP SK, a KGM Vasas, az MTK-VM, a Postás SE, valamint a Vasas sakkozója volt. Játszmáit a Magyar Sakkélet és a bajnokságok tornakönyvei rendszeresen közölték; sokat saját elemzésével. Jó szakíró: ezt cikkei, játszmaelemzései mellett a X. magyar bajnokság tornakönyve is igazolja, amelyet dr. Bán Jenővel 1955-ben közösen írt.

## Sakkfeladványszerzőként
Fiatalon, 1942-1952 között már ismert feladványszerző volt: számos műve, köztük több díjas is jelent meg - a gyakorlati sakkozás miatt azonban abbahagyta a komponálást. Első feladványa 1943-ban jelent meg a Zászlónk című folyóiratban. Idősödve, 1966-ban visszatért ifjúkora kedvelt területéhez, a sakk művészetéhez, a feladványszerzéshez: újra segítőmatt és segítőpatt feladványokat alkot, és ezek egyik részterületén, a soklépéses műveknél az egyik legjobb volt a világon.
Művei nem csupán szépségükkel és rejtett megoldásukkal tűnnek ki, hanem szép számmal vannak köztük rekordfeladványok, "világrekordok" is. Ő tartja segítőmattban 26 lépéssel (1950. karácsonyi lap), segítőpattban 27 lépéssel (Feenschach 1989. XI-XII.) a gyalogátalakulás nélküli lépésszám-rekordot. A "visszatérés" (switchback) rekordja is az övé, segítőmattban 26 lépéssel (Feenschach 1992. január-szeptember), segítőpattban 24 lépéssel (The Problemist 1990. július).
Rekord a The Problemistben 1990 júliusában megjelent 20 lépéses ingamozgás nélküli segítőmattja is, amelyet beválogattak az 1989-1991. évi FIDE-Albumba is. Az említettek mind abszolút rekordok. Ezeken kívül további rekordfeladványai is vannak, amelyek a felhasznált bábok számával meghatározott csoportban nyújtják a legtöbbet (például 13 bábbal 31 lépéses, 15 bábbal 23 lépéses segítőmatt). Imponálóan magas a száma is e nehéz területen megjelent alkotásainak.

## Megjelent művei
- Bán Jenő–Pogáts József: A X. magyar sakkbajnokság, Sport Lap- és Könyvkiadó, 1955.[11]
- Flórián Tibor–Pogáts József: Nimzoindiai védelem I-II.(Sport Lap- és Könyvkiadó, 1958. (I. kötet), 1959. (II. kötet))[12][13]
- 1995-ben  Németországban (Göttingen, Lüneburg) jelent meg a feladványaiból egy  válogatás: Hundert Hilfsmatt- und Hilfspattmehrzüger (Száz többlépéses segítőmatt és segítőpatt feladvány). A kötet alcíme: Egy sakkmester visszatérése a soklépéses segítőmatt és segítőpatt feladványokhoz. Aki hozzájut a kötethez és módja van tanulmányozni, az a sakktáblán megvalósuló különleges varázslatokkal találkozik.[14]

Lektorként
- Gelenczei Emil: Így sakkoztok ti... (Sport Lap- és Könyvkiadó, 1959.)[15]
- Gelenczei Emil: 200 megnyitási sakkcsapda (első kiadása Sport Lap- és Könyvkiadó, 1960.)[16]